# Ingrid Boyeldieu
Pour les articles homonymes, voir Boyeldieu.
Ingrid Boyeldieu, née le 7 février 1977 à Chaumont-en-Vexin (Oise) et morte le 24 juillet 2019 à Pontoise, est une footballeuse internationale française ayant évolué plusieurs années au Paris Saint-Germain au poste d'avant-centre. Elle compte quatre sélections en équipe de France lors de l'année 2003.

## Biographie
Ingrid Boyeldieu commence le football à l'âge de 10 ans dans une formation mixte de Chaumont-en-Vexin (Oise), d'où elle est originaire, pendant deux ans. Après avoir arrêté le football pendant six ans pour se consacrer au tennis (elle se classe 4/6), elle est revenue vers le ballon rond pendant ses études de Staps à Rouen. Elle évolue ainsi au SPO Rouen puis au Paris-Saint-Germain à partir de 1997 en National 1B. Elle évolue une saison à Évreux (Eure) en 2000-2001 avant de revenir au PSG qui évolue désormais au plus haut niveau national.
Elle est sélectionnée quatre fois en équipe de France en 2003, contre la Chine, les Pays-Bas en amical puis contre le Danemark, et la Finlande lors de l'Algarve Cup. Toutefois une tenace tendinite à un genou la prive d'une potentielle Coupe du monde avec la France.
En 2005, elle rejoint le FCF Hénin-Beaumont (Pas-de-Calais) puis l'année suivante l'US Compiègne (Oise). En 2008, elle effectue son retour au PSG pour deux saisons où elle gagne le Challenge de France 2010. Alors qu'elle décide de raccrocher les crampons à l'été 2010, elle se laisse finalement convaincre de rejouer dans les divisions inférieures à Herblay (Val-d'Oise), Compiègne, l'AS Vexin ou encore au Cergy Pontoise FC.
En octobre 2018, elle révèle avoir songé à mettre un terme à sa carrière en 2017. Une carrière « commencée à l'âge de 18 ans à la fac de Rouen et un temps mise entre parenthèses en 2012 en raison d'un cancer à un sein. Mais Benjamin Brossard, notre coach, m'a convaincue de poursuivre l’aventure avec Cergy-Pontoise », confie-t-elle, après avoir inscrit huit buts à l'issue des deux premiers matchs de la saison.
Elle était professeur d'Éducation physique et sportive (E.P.S.) et également responsable de la section foot féminine au collège Emile Verhaeren de Bonsecours en Seine-Maritime avec qui elle avait été lauréate en 2018 et récemment en 2019 de la Quinzaine du Foot organisée par la Fédération française de football (FFF), ce qui lui avait valut d’être invité à Clairefontaine.
Elle décède le 24 juillet 2019 des suites d'une longue maladie.

## Palmarès
- Paris Saint-Germain
  - Challenge de France 2010

## Statistiques
| Saison                | Club                  | Championnat           | Championnat | Championnat | Coupe(s) nationale(s) | Coupe(s) nationale(s) | Total | Total |
| Saison                | Club                  | Division              | M.          | B.          | M.                    | B.                    | M.    | B.    |
| 2001-2002             | Paris Saint-Germain   | Division 1            | 22          | 16          | 3                     | 1                     | 25    | 17    |
| 2002-2003             | Paris Saint-Germain   | Division 1            | 22          | 13          | 1                     | 0                     | 23    | 13    |
| 2003-2004             | Paris Saint-Germain   | Division 1            | 8           | 5           | 3                     | 0                     | 11    | 5     |
| 2004-2005             | Paris Saint-Germain   | Division 1            | 22          | 10          | 3                     | 2                     | 25    | 12    |
| Sous-total            | Sous-total            | Sous-total            | 74          | 44          | 8                     | 3                     | 82    | 47    |
| 2005-2006             | Hénin-Beaumont        | Division 1            | 21          | 11          | -                     | -                     | 21    | 11    |
| Sous-total            | Sous-total            | Sous-total            | 21          | 11          | -                     | -                     | 21    | 11    |
| 2006-2007             | Compiègne             | Division 1            | 20          | 12          | -                     | -                     | 20    | 12    |
| Sous-total            | Sous-total            | Sous-total            | 20          | 12          | -                     | -                     | 20    | 12    |
| 2008-2009             | Paris Saint-Germain   | Division 1            | 11          | 6           | -                     | -                     | 11    | 6     |
| 2009-2010             | Paris Saint-Germain   | Division 1            | 11          | 5           | 5                     | 1                     | 16    | 6     |
| Sous-total            | Sous-total            | Sous-total            | 22          | 11          | 5                     | 1                     | 27    | 12    |
| 2010-2011             | FAS Herblay           | CIR                   | 6           | 5           | 1                     | 1                     | 7     | 6     |
| 2011-2012             | FAS Herblay           | Division 2            | 16          | 16          | 2                     | 4                     | 18    | 20    |
| Sous-total            | Sous-total            | Sous-total            | 22          | 21          | 3                     | 5                     | 25    | 26    |
| 2012-2013             | US Compiègne          | Division 2            | 9           | 4           | 1                     | 1                     | 10    | 5     |
| Sous-total            | Sous-total            | Sous-total            | 9           | 4           | 1                     | 1                     | 10    | 5     |
| Total sur la carrière | Total sur la carrière | Total sur la carrière | 168         | 103         | 19                    | 10                    | 187   | 113   |